# Cyanallagma thelkterion
Cyanallagma thelkterion är en trollsländeart som beskrevs av De Marmels 1997. Cyanallagma thelkterion ingår i släktet Cyanallagma och familjen dammflicksländor. Inga underarter finns listade i Catalogue of Life.